# Praça da Peregrina
A Praça da Peregrina é uma praça do século XVIII localizada no centro da cidade de Pontevedra (Espanha), no limite do centro histórico.

## Origem do nome
A praça recebe o nome da igreja barroco-neoclássica da Virgem Peregrina, localizada no lado oriental da praça.

## História
Na pequena colina em que agora se ergue a Igreja da Virgem Peregrina, a partir de 1180, havía um pelourinho que indicava o domínio jurisdicional dos arcebispos de Santiago de Compostela. Este pelourinho foi também usado como local onde os criminosos eram expostos e punidos e desapareceu quando a igreja foi construída. Neste mesmo espaço e contíguo à muralha de Pontevedra, um grupo de casas para mulheres públicas foi construído no século XV. A praça da Peregrina está localizada em plena Via XIX do Itinerário de Antonino e surgiu como tal no final do século XVIII com a construção da Igreja da Virgem Peregrina, como uma espécie de esplanada periférica localizada fora do recinto amuralhado, junto ao Caminho Português de Santiago e à Porta e Torre das Trabancas. Por volta de 1793, o adro da igreja da Virgem Peregrina foi construído.. 
Após a demolição da porta das Trabancas das muralhas de Pontevedra em 1852, a antiga casa da Confraria da Virgem Peregrina foi construída em 1854. A porta das Trabancas estava situada entre esta casa e aquela que a confinava a oeste, que pertencia ao presidente do Conselho de Ministros, Manuel Portela Valladares. Casto Sampedro, presidente da Sociedade Arqueológica de Pontevedra e o primeiro director do Museu de Pontevedra, vivia na casa contígua a leste.
Em 1880, o adro da igreja foi transformado para abrir o espaço, terminando com uma ampla escadaria de acesso frontal que substituiu a fonte original. Em 1913, o papagaio Ravachol, que vivia desde 1891 na farmácia de Don Perfecto Feijoo, numa casa que já não existe no extremo sudoeste da praça, morreu.
Em 1931, a praça foi renomeada Praça da Liberdade. Em 1953, o arquitecto e restaurador Francisco Pons Sorolla recuperou o desenho original da fonte. No início de 1955, a configuração inicial do adro da igreja foi recuperada, graças ao projecto de Pons Sorolla que substituiu a grande escadaria principal por uma balaustrada de pedra, interrompida por uma fonte terminando em arco. Em 1956, uma estátua em granito de Teucro partindo as mandíbulas do leão de Nemeia com uma cruz atrás foi acrescentada a este arco da fonte que fecha o adro da igreja.
Em junho de 1983, os veículos pesados de mercadorias foram banidos da praça devido ao desgaste nas fundações da Igreja da Virgem Peregrina.
A praça tornou-se pedonal e foi completamente fechada ao trânsito em agosto de 2001,
Em 23 de fevereiro de 2006, uma escultura dedicada ao papagaio Ravachol, obra do escultor José Luis Penado, foi colocada no extremo sudoeste da praça.

## Descrição
A praça tem uma forma triangular irregular e e as ruas Michelena, Oliva, Peregrina, Benito Corbal e Antonio Odriozola convergem aqui, bem como a pequena rua González Zúñiga atrás da Igreja da Virgem Peregrina. É o centro nevrálgico da cidade e o Caminho Português de Santiago passa por ela.
A praça é calcetada e pedonal, tal como o resto do centro histórico da cidade. Após a reforma de 2001, tornou-se um espaço completamente aberto.
A praça é delimitada no lado leste pelo adro da Igreja da Virgem Peregrina, que liga a igreja à praça por vários lances de degraus e é cercado nos lados por pequenos muros com balaustradas e, na frente, por uma fonte de pedra coroada pela estátua de Teucro, o mítico fundador da cidade. Durante muitos anos o adro foi um dos principais locais para os eventos sociais da cidade.
No extremo ocidental da praça, no cruzamento do início da Rua Michelena, encontra-se uma estátua do papagaio Ravachol, no local da farmácia onde o papagaio viveu até 1913, propriedade do farmacêutico Perfecto Feijoo.

## Edifícios notáveis
No lado leste da praça está a Igreja da Virgem Peregrina, o símbolo da cidade pela sua singularidade, sendo a única igreja espanhola de forma circular com uma fachada arredondada e planta de concha de vieira, símbolo dos peregrinos. A Igreja da Virgem Peregrina, padroeira da província de Pontevedra e do Caminho Português de Santiago, foi construída no século XVIII em estilo barroco e neoclássico. A sua fachada apresenta imagens da Virgem Maria, São José e São Tiago, todos vestidos de peregrinos. No interior há uma imagem da Virgem do século XIX.
No lado norte da praça encontra-se a antiga Casa da Confraria da Virgem Peregrina, que data de 1854. É um edifício com decoração Art Nouveau do arquitecto Antonio López Hernández, com um único corpo e três andares. As suas características mais notáveis são as suas galerias e varandas, que incluem duas das mais antigas galerias de ferro fundido da cidade. A decoração exterior das fachadas é feita de argamassa de cimento, tanto no telhado, que tem um parapeito com remates, como nos caixilhos das janelas e varandas. Na fachada, os cantos superiores das janelas e parapeitos são decorados com "caules simples" art nouveau, uma ornamentação que se repete no canto ocidental do edifício. No interior da casa, no rés-do-chão, conserva-se um troço inteiro das muralhas de Pontevedra, com uma altura média de mais de dois metros.

## Galeria de imagens

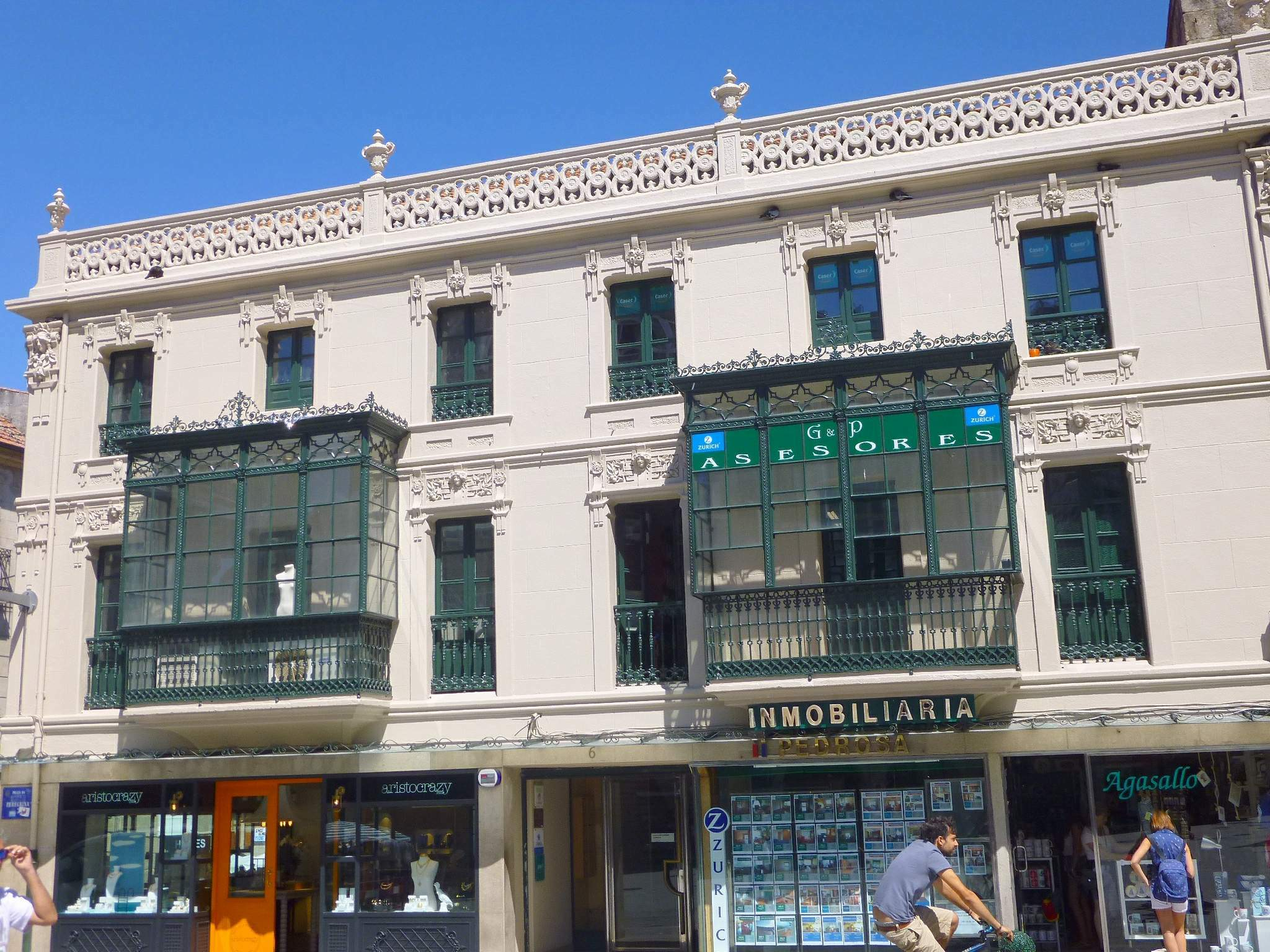
Antiga casa art nouveau da Confraria da Virgem Peregrina
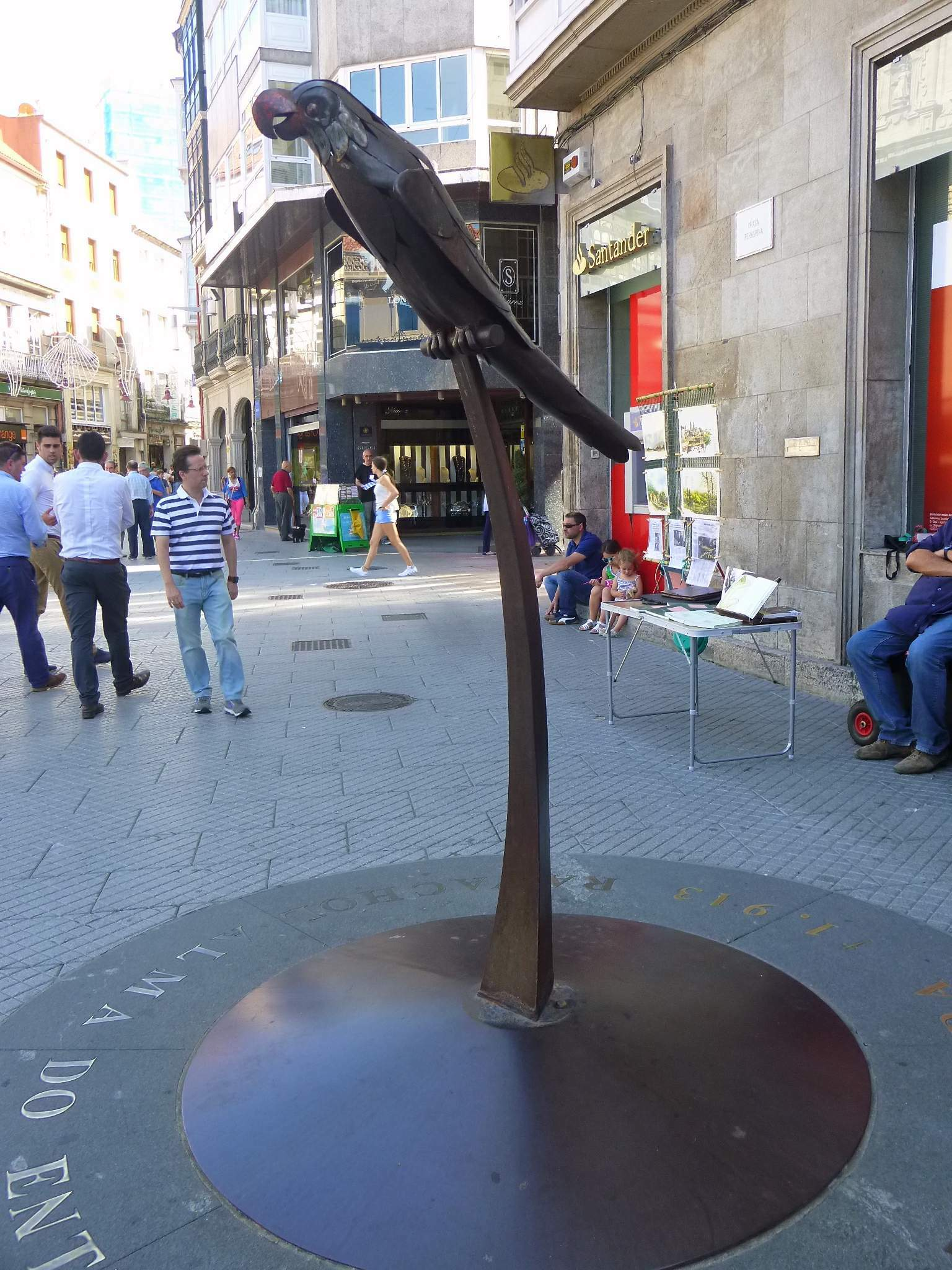
Escultura do Papagaio Ravachol
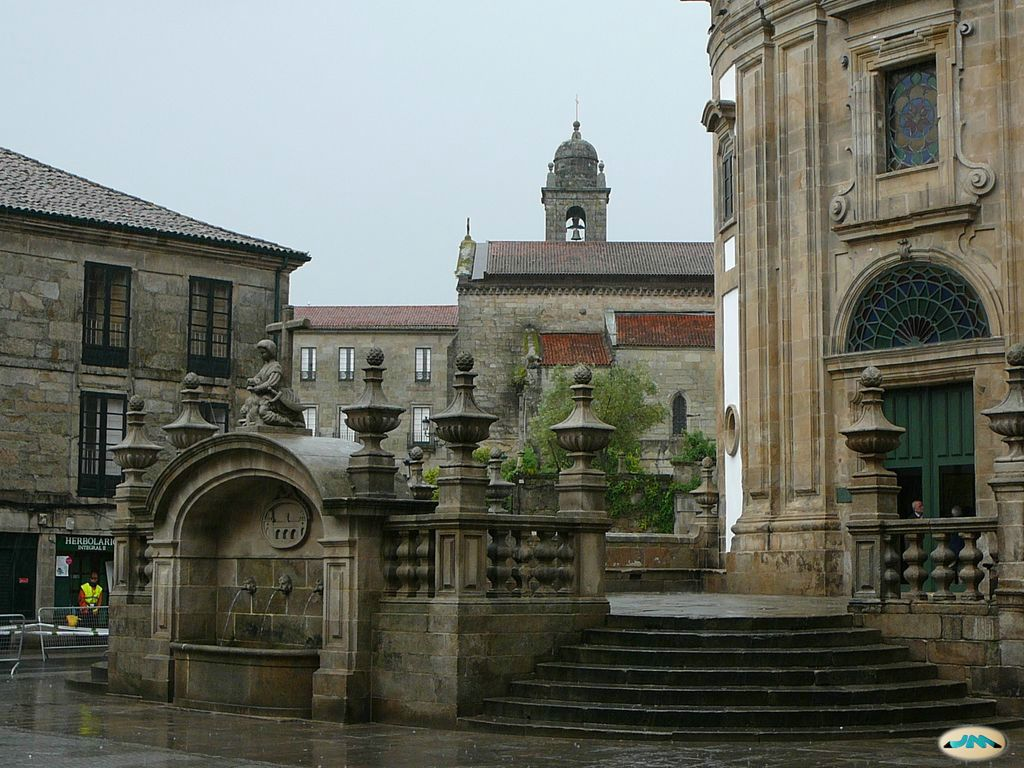
Adro da Igreja da Virgem Peregrina com vista para a praça
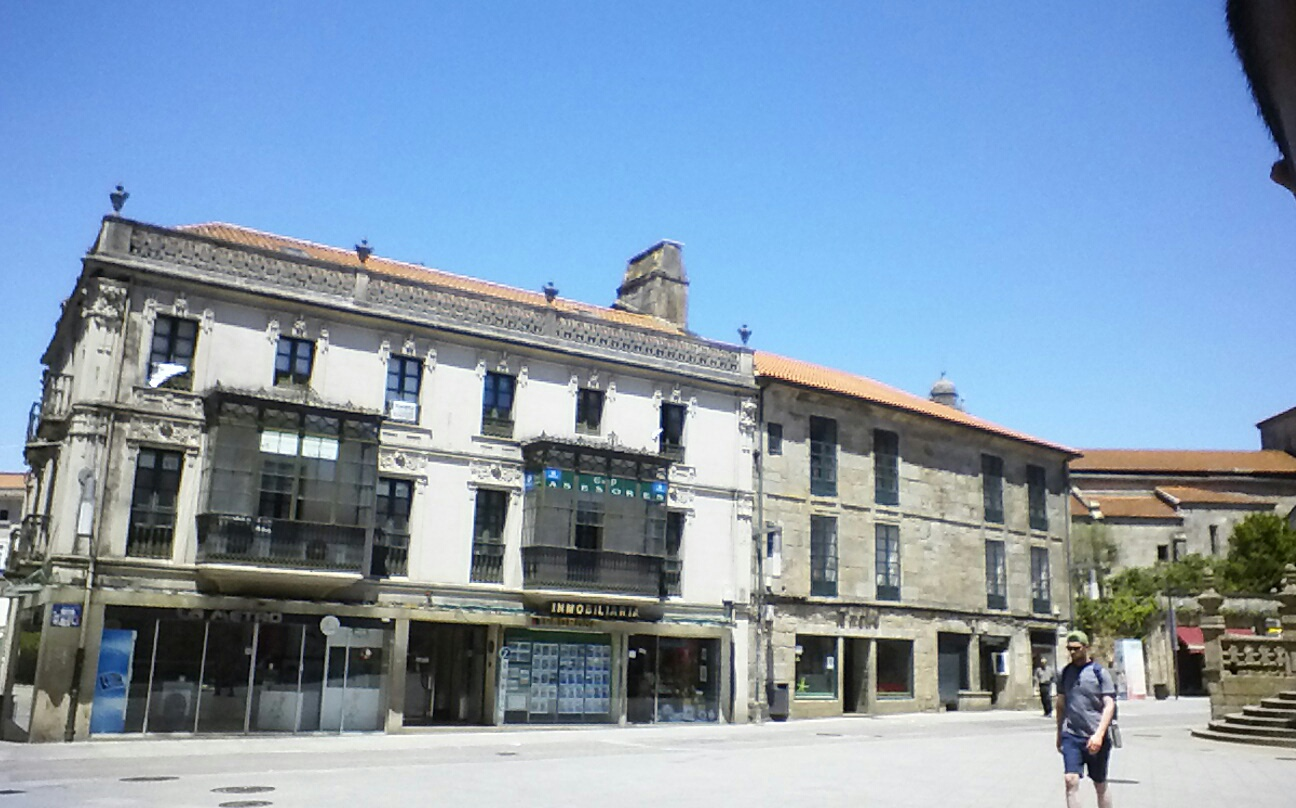
Casas da praça
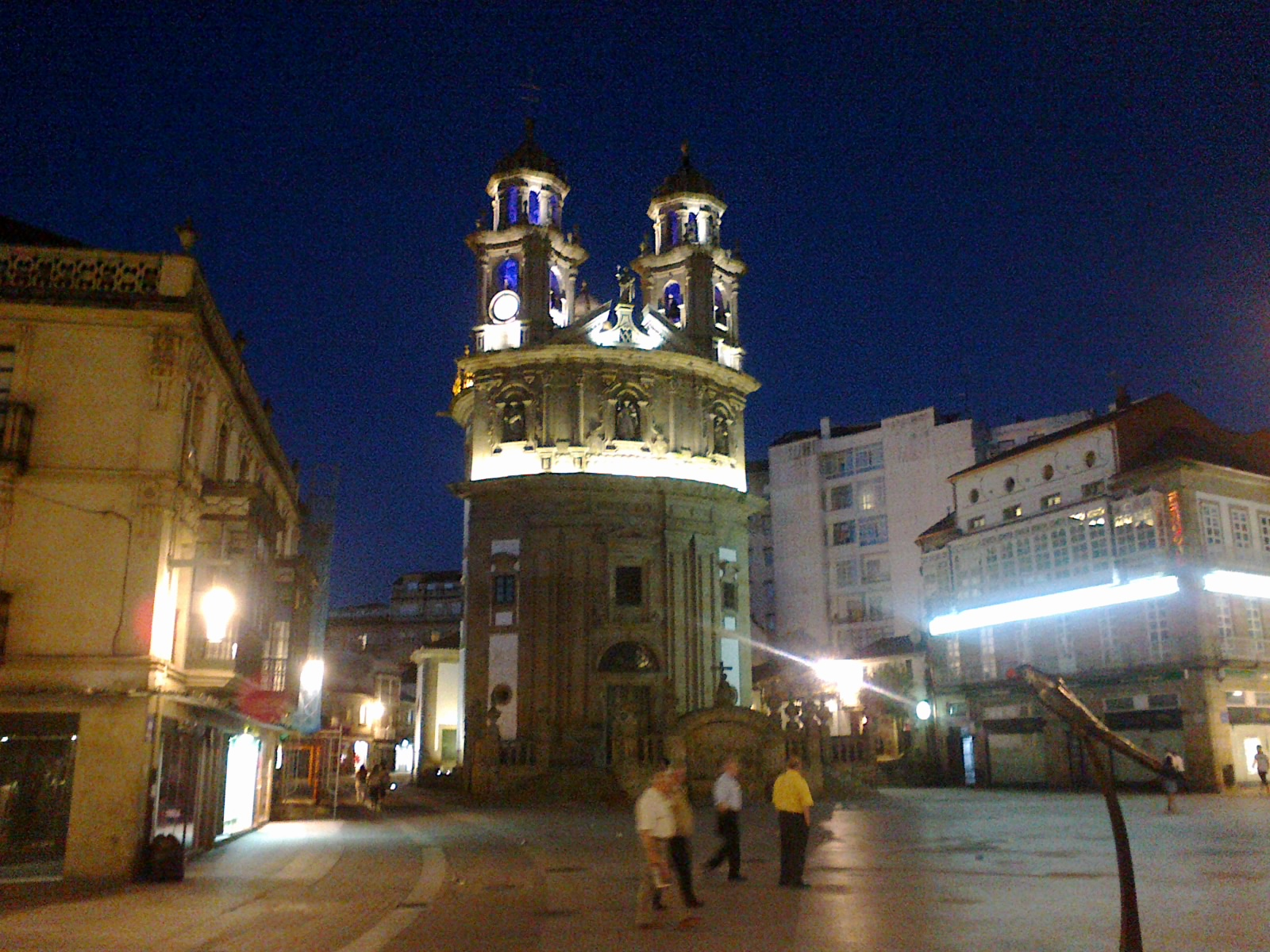
A praça à noite
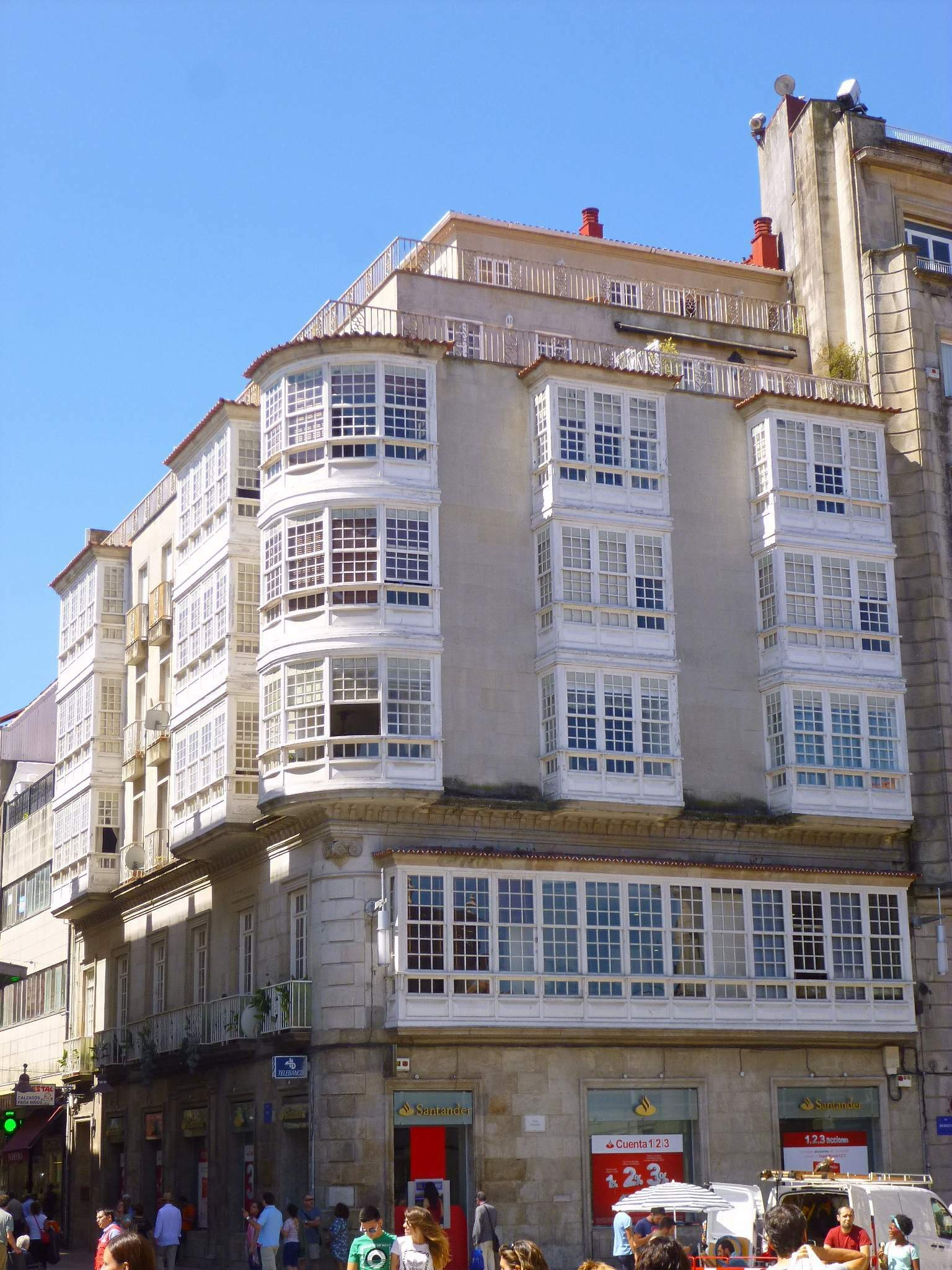
Um edifício da praça
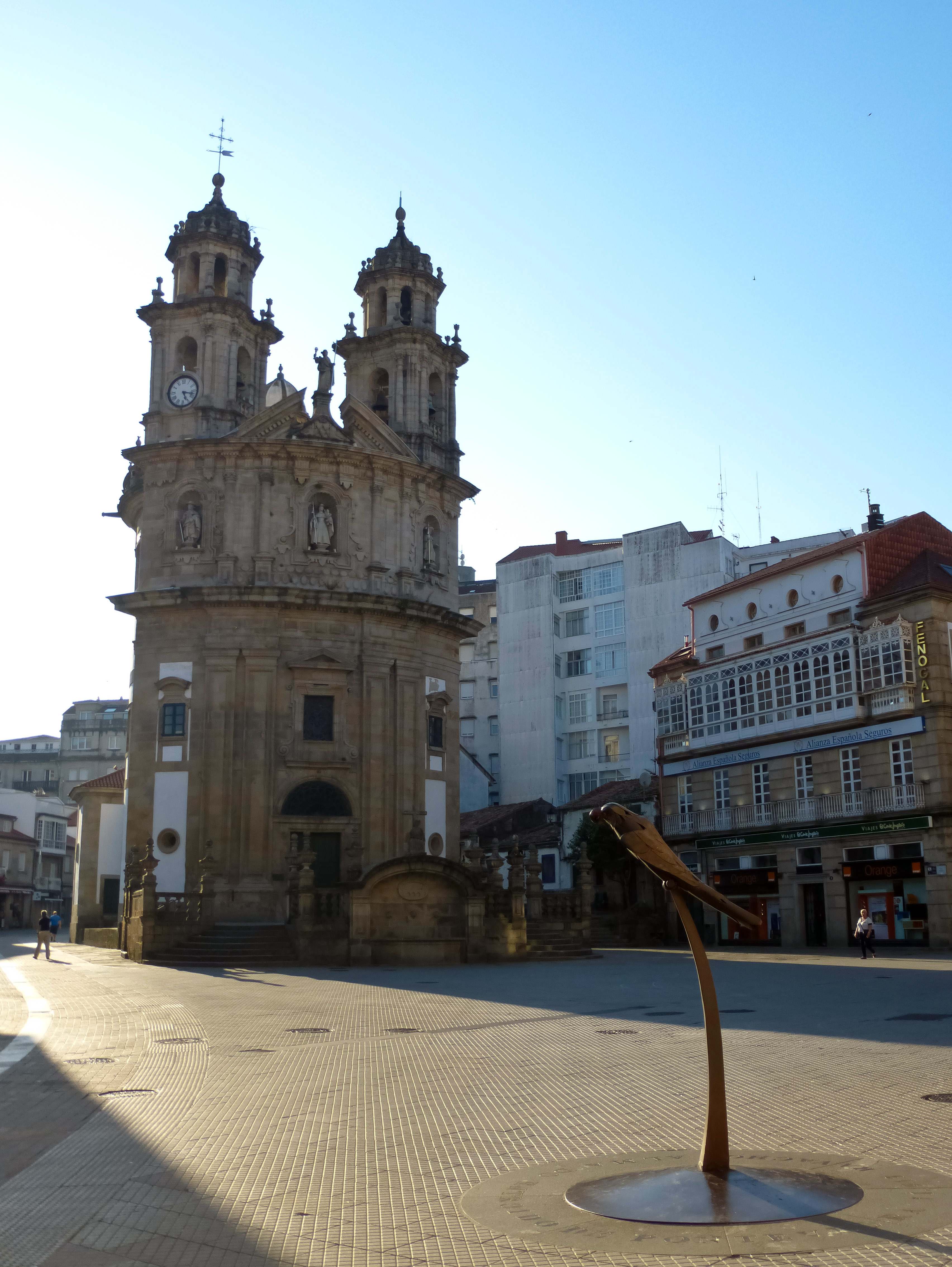
A praça e o papagaio Ravachol

### Outros artigos
- Rua da Oliva
- Rua Michelena
- Rua Benito Corbal
- Ensanche-Centro da Cidade